# PGC 1811459
LEDA/PGC 1811459 ist eine Spiralgalaxie im Sternbild Pegasus am Nordsternhimmel. Sie ist schätzungsweise 613 Millionen Lichtjahre von der Milchstraße entfernt und hat einen Durchmesser von etwa 100.000 Lichtjahren. Vom Sonnensystem aus entfernt sich das Objekt mit einer errechneten Radialgeschwindigkeit von näherungsweise 13.500 Kilometern pro Sekunde.

## Galaktisches Umfeld
| Nr. | Galaxie          | Alternativname          | Rek           | Dek           | Distanz/asec |
| --- | ---------------- | ----------------------- | ------------- | ------------- | ------------ |
| →   | LEDA/PGC 1811459 | 2MASX J00073935+2733122 | 00h07m39.341s | +27d33m12.80s | 0            |
| 1   | LEDA/PGC 1810208 | NSA 126241              | 00h07m49.00s  | +27d30m32.0s  | 205.91       |
| 2   | LEDA/PGC 1813839 | 2MASX J00075213+2738052 | 00h07m52.12s  | +27d38m05.2s  | 338.69       |
| 3   | LEDA/PGC 619     | UGC 69                  | 00h08m10.95s  | +27d31m41.3s  | 429.85       |
| 4   | NGC 2            | LEDA/PGC 567            | 00h07m17.11s  | +27d40m42.1s  | 538.07       |
| 5   | NGC 1            | LEDA/PGC 564            | 00h07m15.84s  | +27d42m29.1s  | 638.19       |
| 6   | LEDA/PGC 1813140 | 2MASX J00084696+2736398 | 00h08m46.95s  | +27d36m39.6s  | 917.94       |
| 7   | LEDA/PGC 1813988 | 2MASX J00063413+2738284 | 00h06m34.13s  | +27d38m28.7s  | 923.36       |
| 8   | LEDA/PGC 531     | 2MASX J00065533+2720014 | 00h06m55.33s  | +27d20m01.8s  | 984.69       |